# Jardin Villemin
El jardin Villemin, situat a l'emplaçament de l'antic hospital militar Villemin, és un jardí públic de París.
La porta d'entrada monumental d'aquest hospital encara és visible al n°8 de la rue des Récollets.
Aquest hospital havia estat instal·lat el 1861 a l'antic convent dels Récollets de París, prop de les estacions de l'Est i del Nord, el que permetia tindre cura dels ferits que tornaven del front immediatament.
El nom de l'hospital feia referència al doctor Jean-Antoine Villemin (1827-1892), nascut a Vosges, cèlebre pels seus treballs precursors sobre la tuberculosi. Els seus treballs van ser reconeguts definitivament així que el bacteriòleg Robert Koch (1843-1910) aconseguí cultivar i inocular el bacil de la tuberculosi.